# Лампсониус, Эжен
Огю́ст-Иле́р Эже́н Лампсо́ниус (фр. Auguste-Hilaire Eugène Lampsonius; наст. имя — Эста́ш Лорсе́ (Eustache Lorsay); родился 23 июня 1822/23 года, Жуэ-дю-Буа, Франция — умер, по разным версиям, в 1865, 1871 или 1886 году, Париж, там же) — французский художник, график и иллюстратор XIX века.
Э. Лампсониус — один из самых известных иллюстраторов произведений Эжена Сю, Оноре де Бальзака и Александра Дюма-старшего.
Создал цикл портретов актёров «Комеди Франсэз» (1852).

## Избранные иллюстрированные произведения
- «Вечный Жид» Э. Сю, 1842 (совместно с С. Нантёйлем , П. Гаварни и Месонье);
- «Полковник Шабер» Бальзака, 1844;
- «Отец Горио», 1852;
- «Случай из времен террора», 1852;
- «Королева Марго» Дюма, 1857;

## Галерея
- Королева Марго
- Персонаж «Человеческой комедии» Юло
- Персонаж «Человеческой комедии» Корантен
- Случай из времён террора